# 手をたたけ
「手をたたけ」（てをたたけ）は、日本のロックバンドNICO Touches the Wallsの9枚目のシングル。2011年8月17日にキューンレコードより発売。

## 解説
3rdアルバム『PASSENGER』から約4ヶ月でのリリースとなる2011年第2弾シングル。
タイトル曲「手をたたけ」は、2011年4月-6月に行われた全国ツアー『NICO Touches the Walls TOUR 2011 PASSENGER 〜We are Passionate Messenger〜』の最終公演で発表された楽曲で、本作には同公演でのライブ音源も収録されている。音楽配信では累計80万ダウンロードを売り上げた。
初回生産盤には、ビデオクリップ等が収録されたDVDが付属する。
横浜DeNAベイスターズの田中俊太内野手が、読売ジャイアンツ在籍時に打席に立つ際の登場曲として使用していた。

## 収録曲
CD
（全曲、作詞/作曲：光村龍哉）
1. 手をたたけ (4:11)
編曲：GEN ITTETSU
KDDI「au LISMO!」CMソング（2011年7月22日 - [1]）。
レコチョク「レコチョク」CMソング
2. 速度 (4:29)
3. 手をたたけ instrumental (4:15)
4. マトリョーシカ (Live)(NICO Touches the Walls TOUR 2011 PASSENGER 〜We are Passionate Messenger〜) -Bonus tracks- (4:21)
5. ホログラム (Live)(NICO Touches the Walls TOUR 2011 PASSENGER 〜We are Passionate Messenger〜) -Bonus tracks- (4:14)
6. 雨のブルース (Live)(NICO Touches the Walls TOUR 2011 PASSENGER 〜We are Passionate Messenger〜) -Bonus tracks- (6:46)

DVD（初回生産盤のみ）
1. 手をたたけ (Music Clip)
2. 手をたたけ (Music Clip Making Movie)